# Aire d'attraction de Guingamp
L'aire d'attraction de Guingamp est un zonage d'étude défini par l'Insee pour caractériser l’influence de la commune de Guingamp sur les communes environnantes. Publiée en octobre 2020, elle se substitue à l'aire urbaine de Guingamp, qui comportait 13 communes dans le dernier zonage qui remontait à 2010.

## Définition
L'aire d'attraction d'une ville est composée d’un pôle, défini à partir de critères de population et d’emploi ainsi que d’une couronne constituée des communes dont au moins 15 % des actifs travaillent dans le pôle. Le pôle d’attraction constitue ainsi un point de convergence des déplacements domicile-travail,.

## Type et composition
L’aire d'attraction de Guingamp est une aire intra-départementale qui comporte 15 communes dans les Côtes-d'Armor. 
Elle est catégorisée dans les aires de moins de 50 000 habitants.
Dans la région, la population est relativement peu concentrée dans les pôles. Ainsi, moins d’un tiers de la population y vit contre plus de la moitié au niveau national. C’est en particulier le cas pour l’aire d'attraction de Guingamp qui présente une population de 28 819 habitants localisés dans la région et dont 33,5 % résident dans le pôle.
En Bretagne, la population augmente de 0,6 % par an en moyenne entre 2007 et 2017 (+ 0,5 % en France). Pour l’aire de Guingamp, elle est de 0,2 %. Le nombre d’emplois présents dans l’aire d’attraction est de 12 956.

### Carte

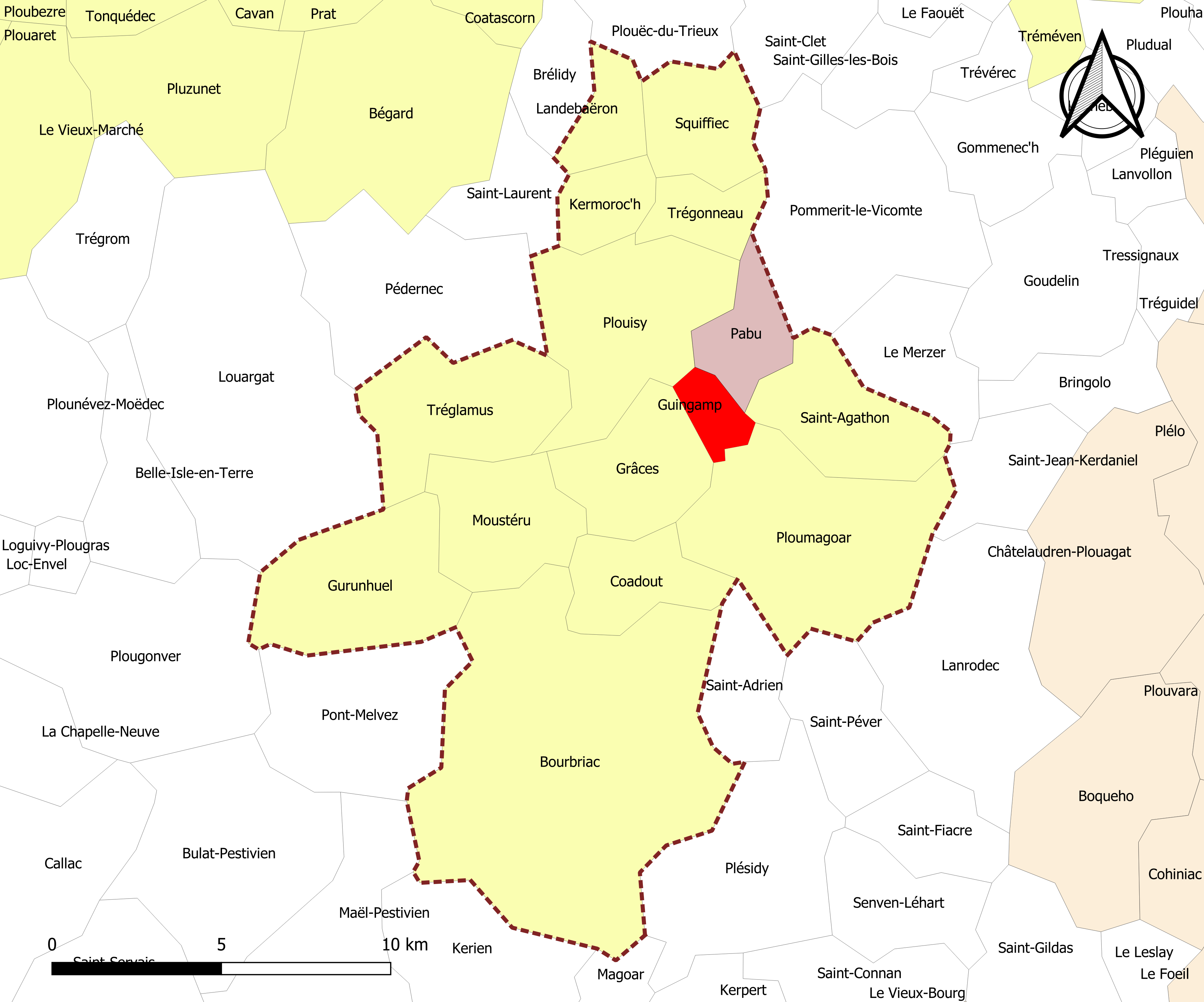
Carte de l'aire d'attraction de Guingamp.
Commune-centre
Commune du pôle principal
Commune de la couronne

### Composition communale
| Nom                       | Code Insee | Département   | Statut                    | Superficie (km2) | Population (dernière pop. légale) | Densité (hab./km2) | Modifier                                    |
| ------------------------- | ---------- | ------------- | ------------------------- | ---------------- | --------------------------------- | ------------------ | ------------------------------------------- |
| Guingamp (commune-centre) | 22070      | Côtes-d'Armor | commune-centre            | 3,41             | 7 127 (2022)                      | 2 090              | modifier les données · modifier les données |
| Pabu                      | 22161      | Côtes-d'Armor | commune du pôle principal | 7,83             | 2 769 (2022)                      | 354                | modifier les données · modifier les données |
| Bourbriac                 | 22013      | Côtes-d'Armor | commune de la couronne    | 71,86            | 2 126 (2022)                      | 30                 | modifier les données · modifier les données |
| Coadout                   | 22040      | Côtes-d'Armor | commune de la couronne    | 9,73             | 538 (2022)                        | 55                 | modifier les données · modifier les données |
| Grâces                    | 22067      | Côtes-d'Armor | commune de la couronne    | 14,07            | 2 588 (2022)                      | 184                | modifier les données · modifier les données |
| Gurunhuel                 | 22072      | Côtes-d'Armor | commune de la couronne    | 19,58            | 406 (2022)                        | 21                 | modifier les données · modifier les données |
| Kermoroc'h                | 22091      | Côtes-d'Armor | commune de la couronne    | 6,16             | 429 (2022)                        | 70                 | modifier les données · modifier les données |
| Landebaëron               | 22095      | Côtes-d'Armor | commune de la couronne    | 6,44             | 169 (2022)                        | 26                 | modifier les données · modifier les données |
| Moustéru                  | 22156      | Côtes-d'Armor | commune de la couronne    | 14,28            | 642 (2022)                        | 45                 | modifier les données · modifier les données |
| Plouisy                   | 22223      | Côtes-d'Armor | commune de la couronne    | 23,63            | 2 013 (2022)                      | 85                 | modifier les données · modifier les données |
| Ploumagoar                | 22225      | Côtes-d'Armor | commune de la couronne    | 32,07            | 5 418 (2022)                      | 169                | modifier les données · modifier les données |
| Saint-Agathon             | 22272      | Côtes-d'Armor | commune de la couronne    | 14,56            | 2 202 (2022)                      | 151                | modifier les données · modifier les données |
| Squiffiec                 | 22338      | Côtes-d'Armor | commune de la couronne    | 10,80            | 752 (2022)                        | 70                 | modifier les données · modifier les données |
| Tréglamus                 | 22354      | Côtes-d'Armor | commune de la couronne    | 18,79            | 1 100 (2022)                      | 59                 | modifier les données · modifier les données |
| Trégonneau                | 22358      | Côtes-d'Armor | commune de la couronne    | 6,32             | 523 (2022)                        | 83                 | modifier les données · modifier les données |